# Li Jieren
Li Jieren (chinois : 李劼人 ; pinyin : Lǐ Jiérén ; Wade : Li Chieh-jên ; romanisation sichuanaise : Li Chie-ren), né le 20 juin 1891 à Chengdu et mort le 24 décembre 1962, est un écrivain et traducteur chinois. 
Originaire de Chengdu, ses œuvres sont célébrées pour leur saveur locale et leur représentation réaliste du Sichuan à la fin de la période Qing.

## Biographie
Né Li Jiaxiang (chinois : 李家祥 ; pinyin : Lǐ Jiāxiáng) à Chengdu dans une famille modeste, il n'a commencé à fréquenter l'école qu'à l'âge de 16 ans. Il obtient son diplôme de l'école secondaire rattachée à l'école supérieure du Sichuan (prédécesseur de l'université du Sichuan) en 1911 et publie sa première œuvre de fiction en 1912. De 1919 à 1924, Li a étudié en France, d'abord à Paris puis à Montpellier ; il sera le premier à traduire en chinois les œuvres d'écrivains français tels que Guy de Maupassant, Alphonse Daudet et Gustave Flaubert.
Il est surtout connu pour une trilogie de longs romans se déroulant dans son Sichuan natal et publiés dans les années 1930. Le premier et le plus largement acclamé de ces romans a été traduit en français sous le titre Rides sur les eaux dormantes (en chinois : 死水微澜). Le troisième et plus long volume de la trilogie, La Grande Vague (en chinois : 大波), relate les événements de la révolution de 1911 au Sichuan. À la fin des années 1950, Li a réécrit La Grande Vague en y introduisant des changements significatifs. Son œuvre est considérée comme l'un des meilleurs exemples du naturalisme littéraire chinois.
Li a été actif dans le champ littéraire de la Chine républicaine tout au long des années 1930 et 1940 en tant qu'écrivain, éditeur et traducteur du français vers le chinois. Après la création de la RPC en 1949, il a occupé divers postes gouvernementaux au Sichuan, dont celui de vice-maire de Chengdu. 
Il est mort à Chengdu en 1962. La maison qu'il avait construite à la périphérie de Chengdu pendant la guerre sino-japonaise, en 1939, sert maintenant de mémorial et de musée consacré à sa vie et à son œuvre.
Les œuvres complètes de Li Jieren, y compris ses traductions de romans français, ont été publiées en 17 volumes en 2011 par Sichuan Wenyi chubanshe. 

## Œuvres
- 1924 : 同情 (Sympathie)
- 1925 : 好人家 (Les personnes de bien)
- 1936 : 死水微澜 (Rides sur les eaux dormantes)
- 1936 : 暴风雨前 (Avant la tempête)
- 1937 : 大波 (La Grande Vague)
- 1985 : 天魔舞 (La Danse des démons)